# Tavernola San Felice
Tavernola San Felice è una frazione di Aiello del Sabato, situata a nord del comune di appartenenza. Conta poco meno di 600 abitanti.

## Storia

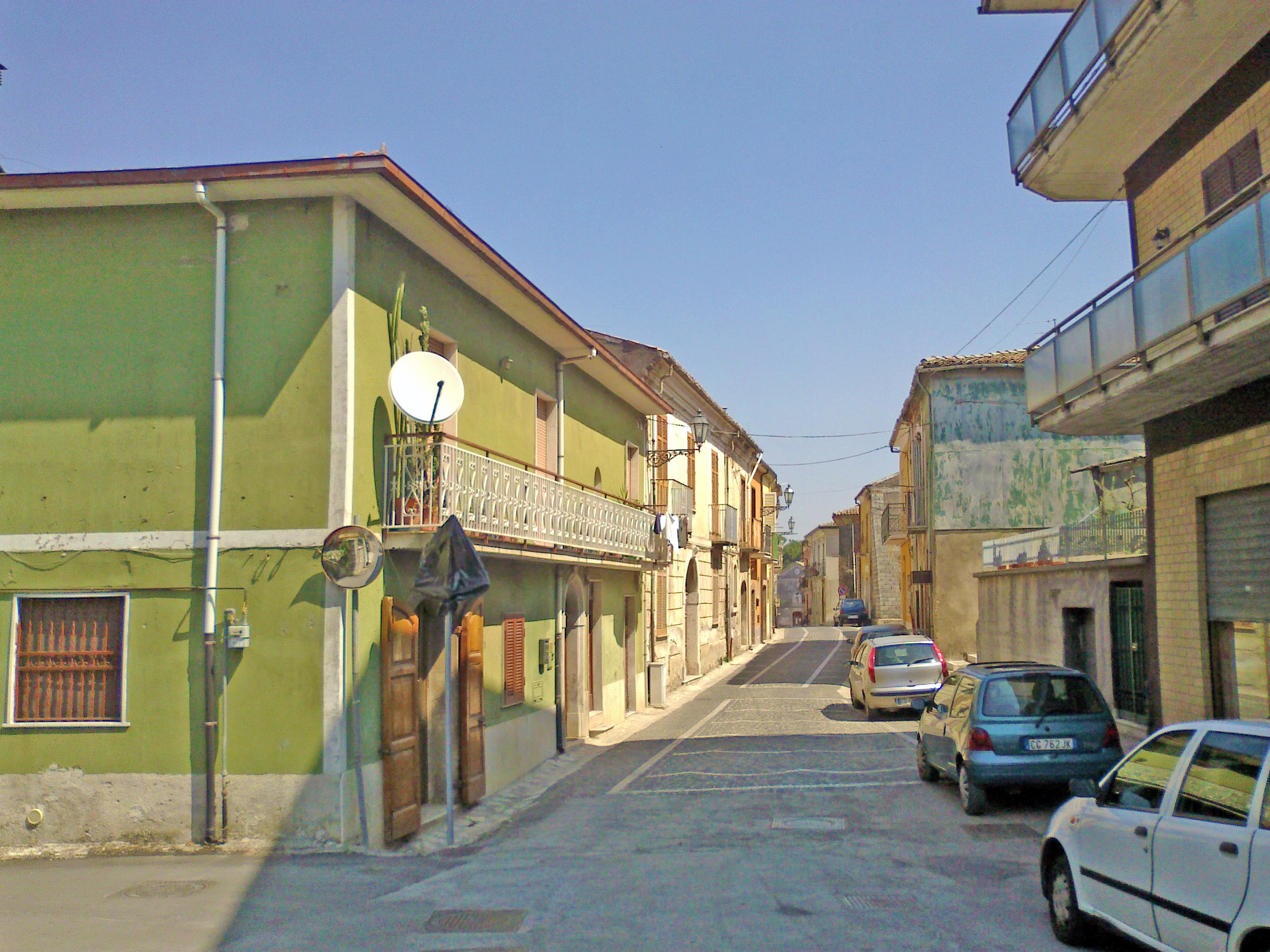
Via Capo Casale

L'origine del nome Tavernola deriva dal latino Tabernula, piccola taverna, poiché probabilmente il centro abitato rappresentava un punto di ristoro lungo l'antiqua maiore, antica strada di epoca sannitica. L'aggiunta San Felice nel toponimo originario avvenne molto tempo dopo, per rendere omaggio al santo patrono del borgo a cui è dedicata la pieve di Tavernola. Situato sul crinale di una collina, il paese è attraversato da due fiumi: il rio Anatra e Aiello.
È stato un comune del Regno d'Italia sino al 1927, anno in cui il borgo fu annesso ad Aiello del Sabato.

## Amministrazione

### Gemellaggi
- Rocca San Felice (dal 2014)